# Яковлевское (Кимрский район)
Я́ковлевское — деревня в Кимрском районе Тверской области России. Входит в состав Печетовского сельского поселения.

## География и транспорт
Деревня Яковлевское по автодорогам расположена в 48 км к северо-западу от города Кимры, в 56 км от железнодорожной станции Савёлово, и в 186 км от МКАД.
Деревня окружена массивом мелколиственных и хвойных лесов. Почва в деревне в большинстве своем относится к супесям, во многих местах присутствуют значительные залежи торфа. К востоку от деревни находится Битюковское болото.
Ближайшие населённые пункты — деревни Кошкино, Москвитино и Степаново.

## История

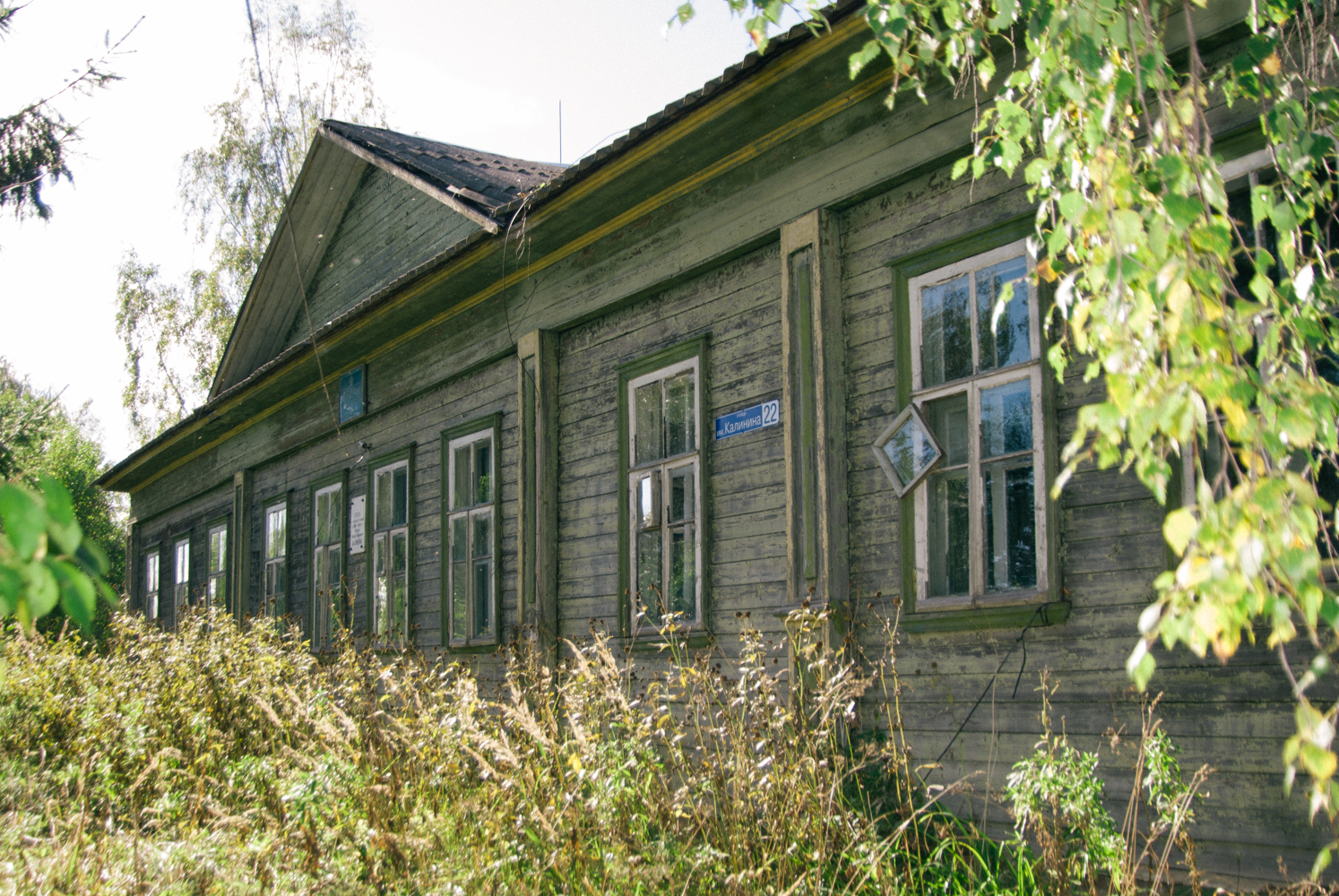
Школа-музей М.И. Калинина. 2018 год

Деревня Яковлевское впервые появляется на карте Тверского наместничества 1792 г.
В конце XIX — начале XX века деревня являлась центром Яковлевской волости Корчевского уезда Тверской губернии. В конце XIX века в деревне действовала земская школа, в которой в 1887-89 годах учился М.И. Калинин.
В 1931 г. деревня Яковлевское вошла в состав Кимрского района, входящего в состав Московской области. В 1935 г. деревня вошла в состав новообразованной Калининской области.
С начала 90-х гг. деревня была в составе Лосевского сельского округа (ликвидирован в 2006 г.).
В 2006 г. деревня Яковлевское вошла в состав новообразованного Печетовского сельского поселения.

## Население
| 1859 | 1887 | 2002 | 2010 |
| ---- | ---- | ---- | ---- |
| 343  | ↘339 | ↘79  | ↘43  |

## Экономика
СПК «Яковлевское» (с/х с развитием растениеводства).

## Учреждения
- Яковлевский ФАП;
- Отделение связи;
- Продуктовый магазин.